# Sablier marin

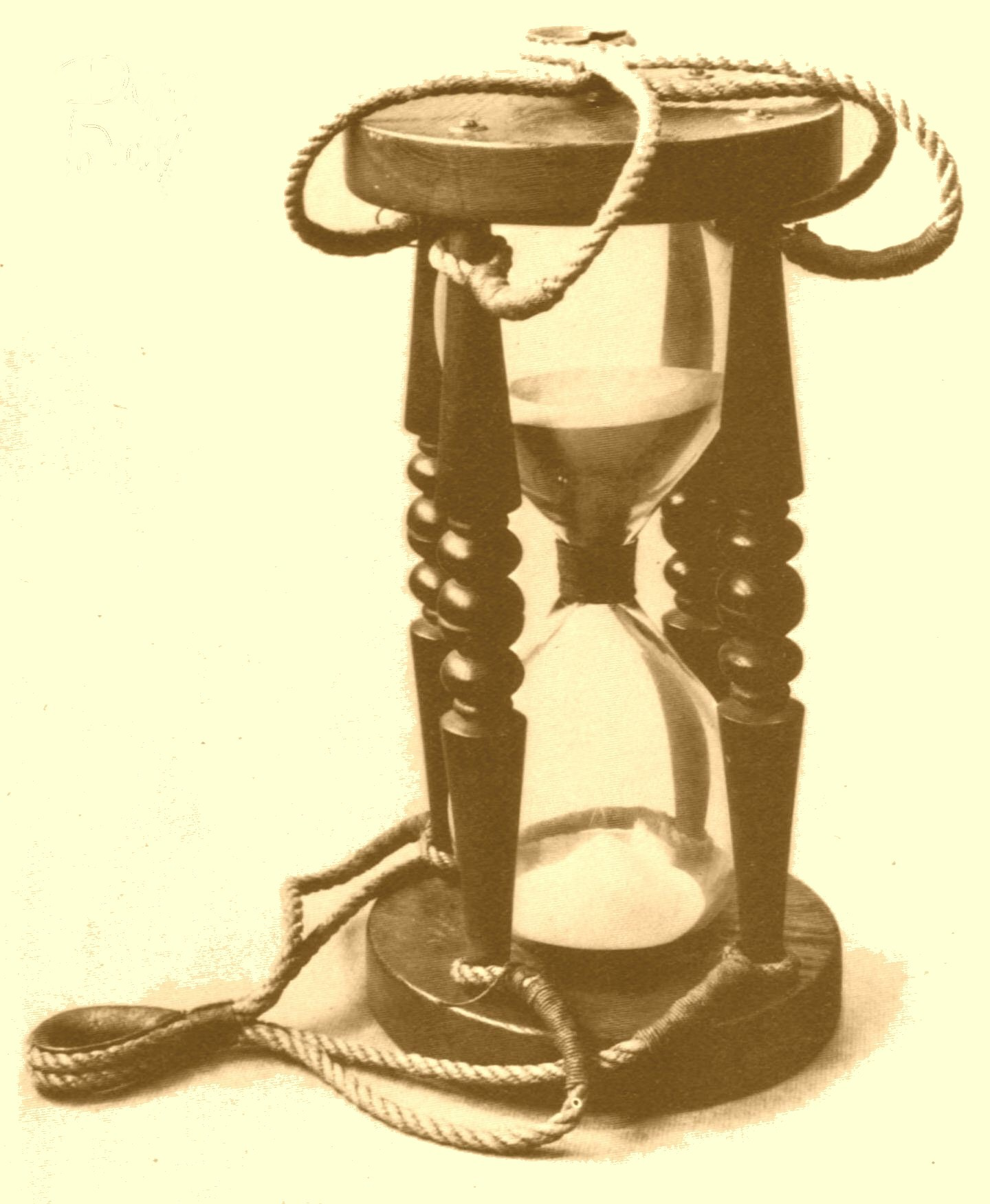
Sablier marin avec un support en bois à quatre colonnes

Un sablier marin est une horloge de conception simple, de la famille du sablier commun, un instrument marin (nautique) connu depuis le XIVe siècle (bien qu'il soit raisonnablement présumé avoir été d'un usage et d'une origine très anciens). Ils ont été utilisés pour mesurer le temps en mer sur un parcours de navigation donné, avec des mesures répétées de petits incréments de temps (par exemple, 30 minutes). Utilisée en conjonction avec le loch, des petits sabliers marins ont également été utilisés pour mesurer la vitesse du bateau dans l'eau en nœuds.
Bien qu'ils aient été vitaux pour la navigation maritime, les sabliers marins ne sont pas des instruments de mesure très précis pour mesurer le passage du temps ; de nombreux facteurs de conception et d'environnement pouvaient affecter la durée du débit du sable et, par conséquent, du temps rapporté. Leur utilisation continua jusqu'au début du XIXe siècle, quand ils ont été substitués par des chronomètres marins fiables et par d'autres progrès dans la navigation maritime.
Les sabliers marins étaient très populaires à bord des navires, car ils étaient, dans leur époque, la mesure la plus fiable du temps en mer. Contrairement à la clepsydre, le mouvement du navire pendant la navigation n'affectait pas le sablier. Le fait que le sablier utilisait des matériaux granulaires au lieu de liquides donnait des mesures plus précises, car l'eau de la clepsydre était influencée par les mouvements du bateau (roulis et tangage) et des changements de température pouvaient provoquer une condensation à l'intérieur du récipient débiteur d'eau. Les marins ont trouvé que le sablier était capable de les aider à déterminer la longitude, la distance à l'est ou à l'ouest à partir d'un certain point, avec une précision raisonnable (navigation à l'estime).

## Conception et utilisation
Les sabliers marins se composaient initialement de deux fioles en verre l'une inversée au-dessus de l'autre, connectées par un petit tube, qui reliait leurs extrémités, enveloppé d'une maille de fil en forme de nœud, plus tard, les progrès dans l'art du verre soufflé leur a permis d'être fabriqués en une seule pièce. Le sablier marin était rempli avec du sable ou un matériau approprié tel que la coquille d'œuf finement moulue, ou la poudre de plomb ou d'étain (utilisée pour éviter l'humidité). Ces matériaux ont été choisis avec deux objectifs principaux : éviter l'humidité et amortir les mouvements du bateau, deux facteurs nécessaires  pour l'utilisation des sabliers à bord des navires,.
Placé dans la fiole supérieure, le sable s'écoulait lentement et régulièrement vers la fiole inférieure par l'action de la gravité, en prenant un certain temps pour se vider (temps qui était calibré lors de sa conception et de sa fabrication). Une fois la fiole supérieure vide, le sablier pourrait être retourné pour commencer la mesure d'une autre période.

## Historique

### Antiquité

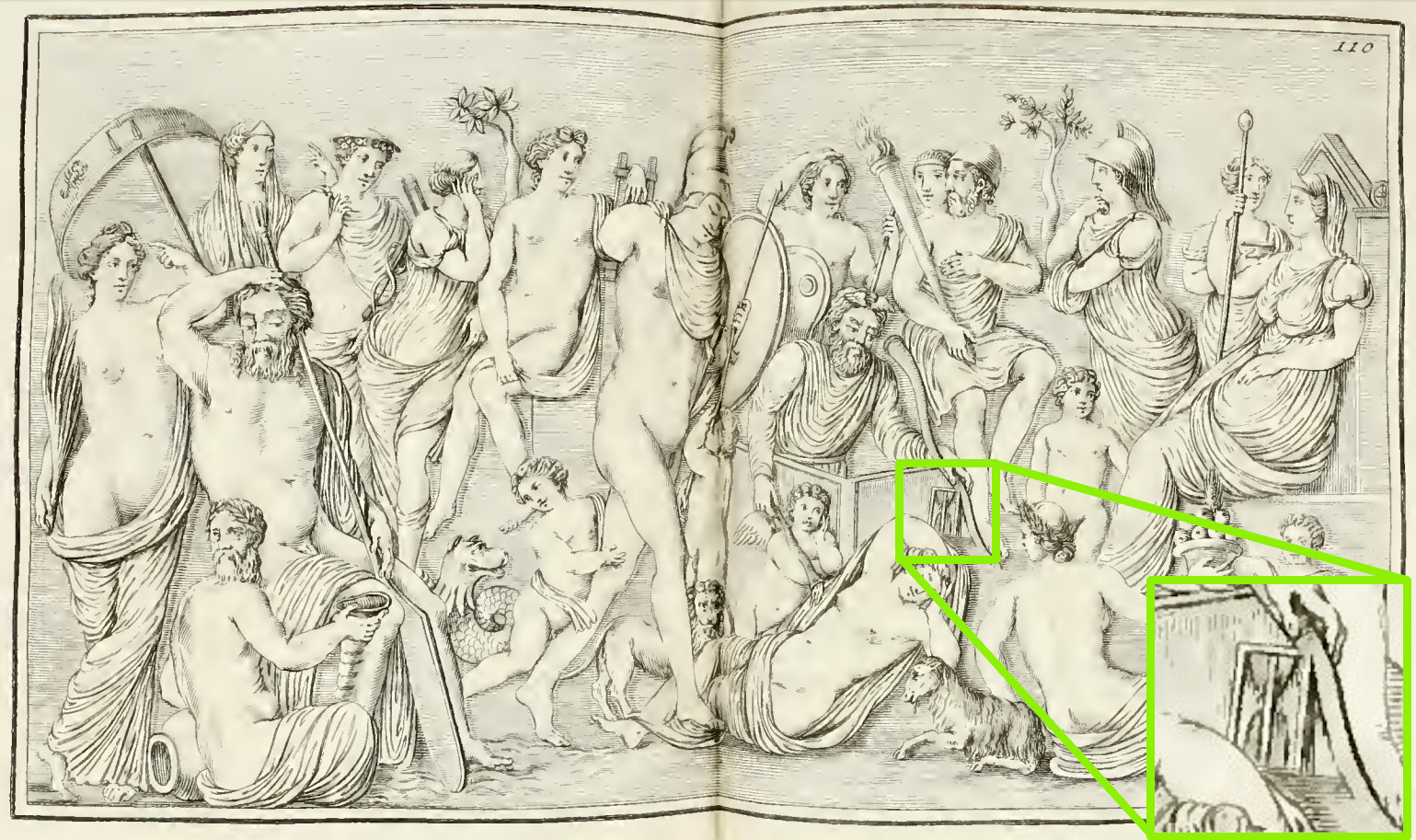
Sarcophage datée v. 350, représentant le mariage de Pélée et de Thétis (observer le facteur d'agrandissement avec le sablier tenu par Morpheus au bout de sa main gauche)

Contrairement à son prédécesseur, la clepsydre ou horloge d'eau, l'origine du sablier n'est pas trop claire, mais aurait pu être inventé dans l'ancienne Égypte, en accord avec la première utilisation connue :
- Selon L'Institut Américain de New York : le clepsammia ou sablier de verre a été inventé à Alexandrie environ 150 av. J.-C.[4]
- Selon le Journal Britannique de l'Association Archéologique : la dite clepsammia a été en usage avant l'époque de Saint Jérôme (335)[5]
- M. Llauradó, a trouvé au cours d'une investigation la première représentation de la forme d'un sablier dans un sarcophage daté v. 350, représentant le mariage de Pélée et Thétis, découvert à Rome au XVIIIe siècle, et étudié par Wincklemann au XIXe siècle, qui a fait remarquer le sablier tenu par Morpheus au bout de sa main gauche[6].

### Moyen Âge

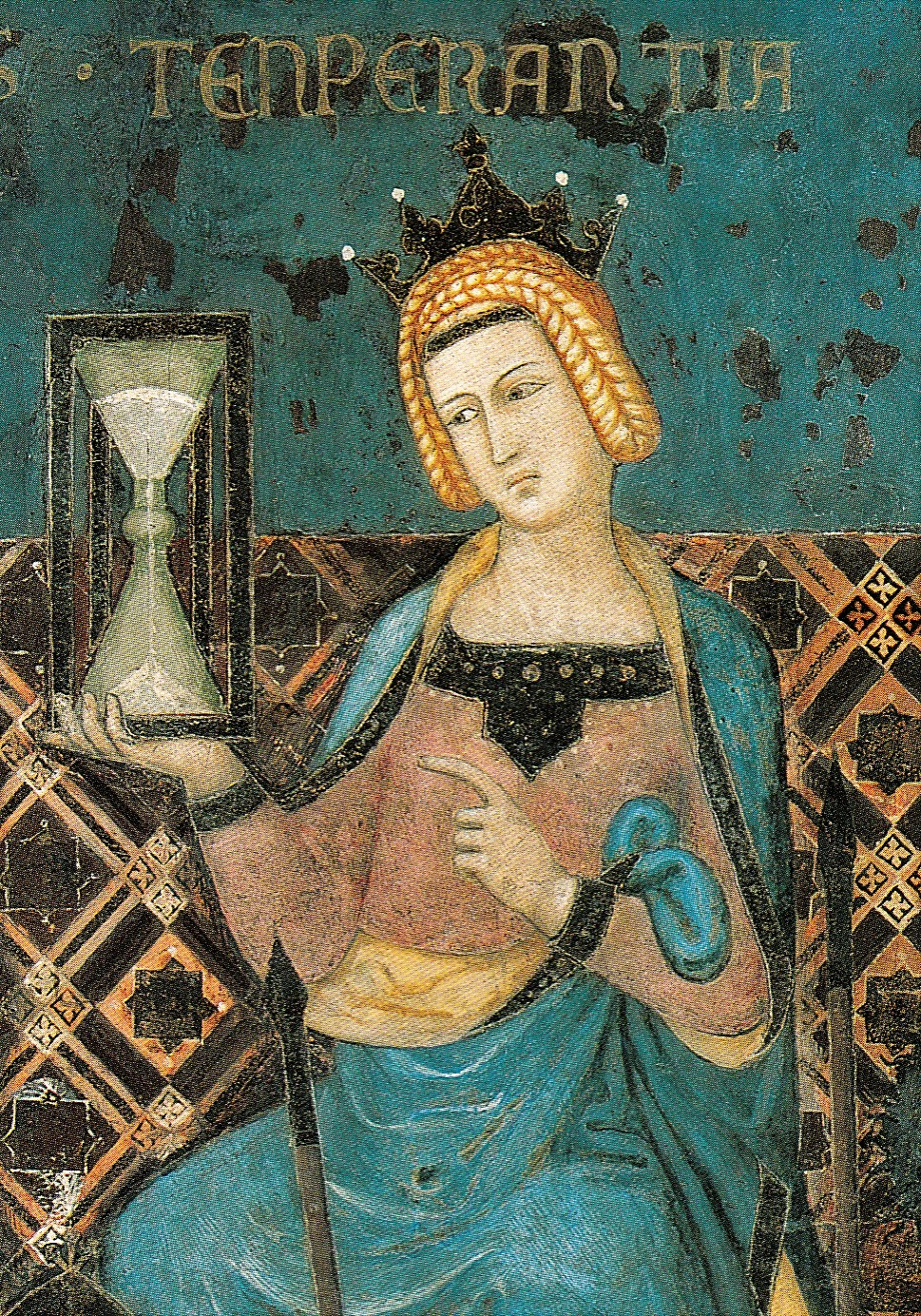
La tempérance portant un sablier ; détail Lorenzetti est l'Allégorie du Bon Gouvernement, 1338

Après l'époque Romaine, il disparaît complètement des documents historiques jusqu'au moment qu'il est ré-introduit dans l'Europe médiévale, À la fin du VIIIe siècle, il est mentionné par un moine de nom Luitprand, qui avait servi à la cathédrale de Chartres, en France. Mais il n'a pas été jusqu'au XIVe siècle que les sabliers marins ont été fréquemment observés, la première l'évidence est une représentation de 1338 au fresque : Allégorie du Bon Gouvernement par Ambrogio Lorenzetti, à Sienne, centre maritime de l’époque.

L'utilisation du sablier marin a été documentée depuis le XIVe siècle ; des archives écrites à ce sujet étaient dans la plupart des journaux de bord des navires Européens. Dans la même période, il apparaît dans d'autres registres des listes de provisions de bord. La référence la plus ancienne enregistrée de ce qu'on peut affirmer avec certitude se référer à un sablier marin, date de 1345, dans un reçu de Thomas de Stetesham, greffier du navire du Roi La George, sous le règne d'Édouard III d'Angleterre en 1345 ; traduit du Latin, le reçu dit,:

The same Thomas accounts to have paid at Lescluse, in Flanders, for twelve glass horologes (" pro xii. orlogiis vitreis "), price of each 4½ gross', in sterling 9s. Item, For four horologes of the same sort (" de eadem secta "), bought there, price of each five gross', making in sterling 3s. 4d.[Traduire passage],,
Une autre référence est trouvée dans un vaste inventaire des biens de Charles V de France, en sa possession du roi au moment de sa mort, le 16 septembre 1380. L'un des éléments est un sablier propriété du roi, dans l'étude de son château de Saint-Germain en Laye et décrit comme suit,, :
Item ung grant orloge de mer, de deux grans fiolles plains de sablon, en ung grant estuy de boys garny d'archal,,[Traduire passage].
Cette « orloge de mer » ou « heures de naviguer » lui a été envoyée, comme cadeau, quand il était encore prince (donc avant 1356 quand il a pris la place de son père emprisonné), par sa tante Yolande d'Aragon, lors de la demande d'un manuscrit de Jean de Mandeville, pour le traduire en langue aragonaise

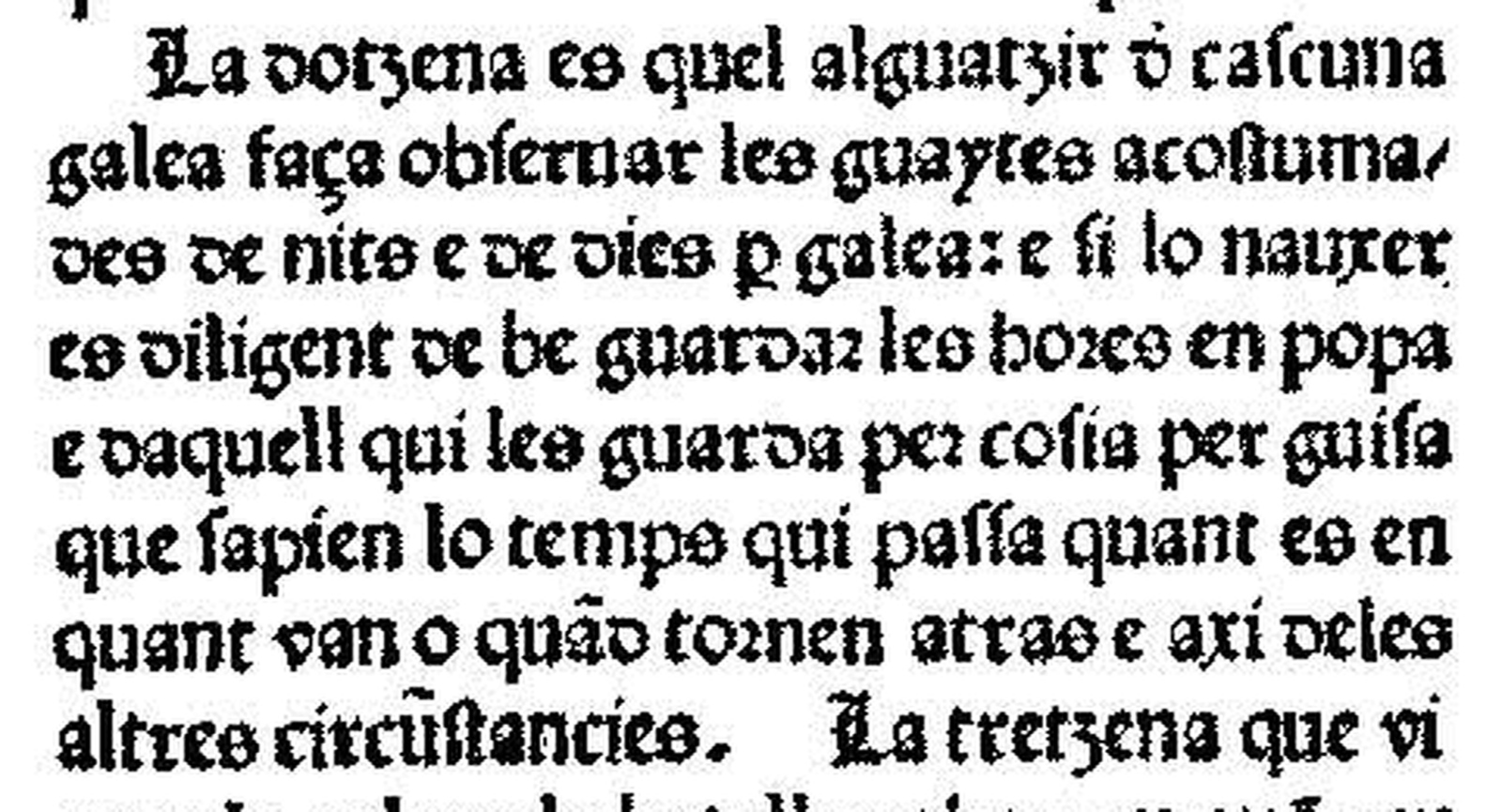
Dotzè del Crestià (Valencia-1484)

La chose la plus intéressante au sujet de la deuxième référence, celle du Roi Charles V, est que le sablier est défini comme « ung grant orloge de mer », ajouté a la référence du premier rapport de son utilisation dans la navigation trouvée par M.Llauradó dans l'œuvre de Francesc Eiximenis lo dotzé del crestià et le fait que lui a été donné comme cadeau par sa tante Yolande d'Aragon, suggère qu'à cette époque, l'importance d'un sablier était très souvent liée à son utilisation pour naviguer et sa demande de fabrication pouvait provenir des besoins de navigation de la marine de guerre catalane, une puissance maritime à ce moment dans la Méditerranée.

## Importance dans la navigation

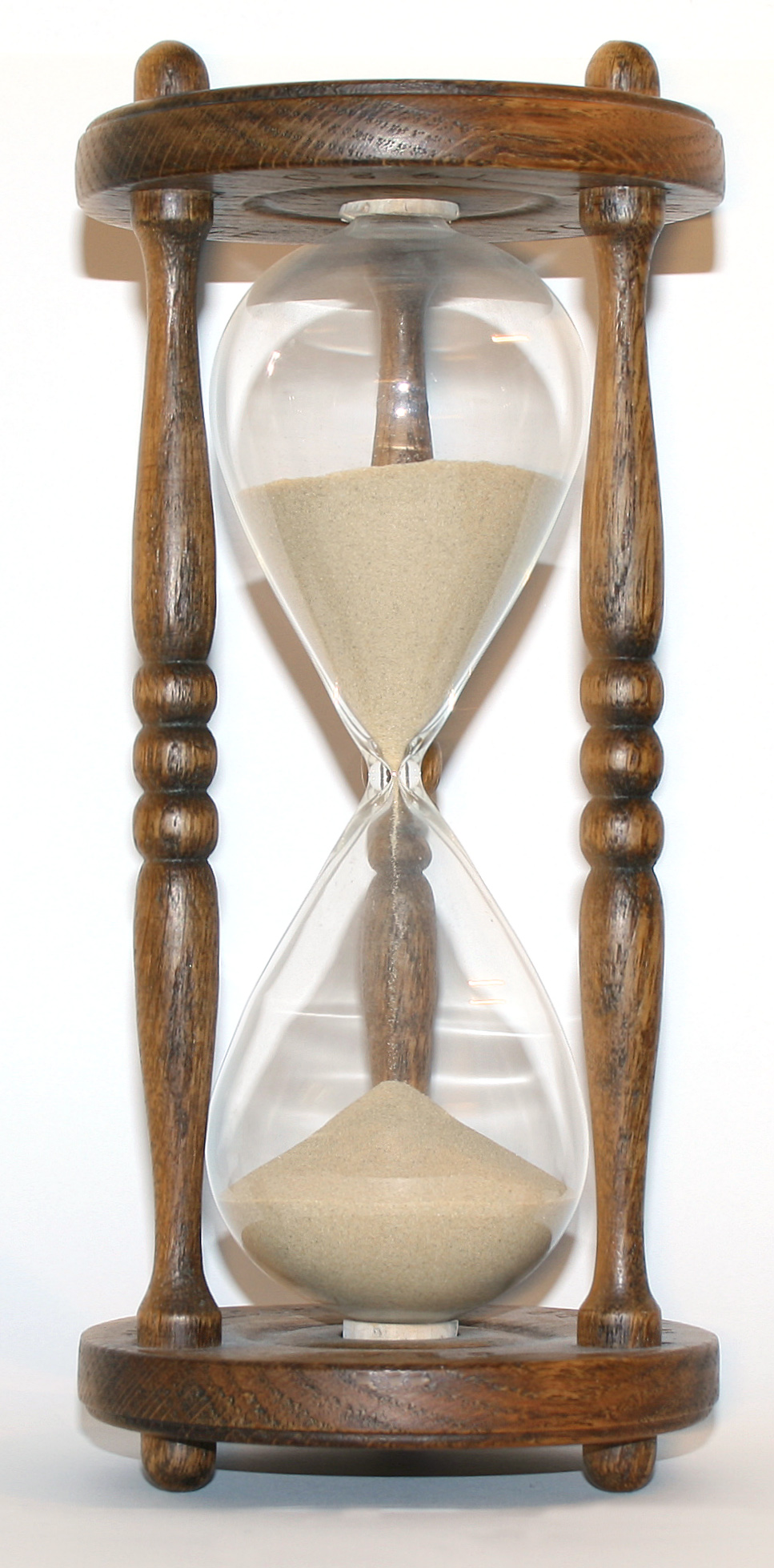
Sablier sur un support à trois colonnes

Dans les longs parcours de la navigation à travers l'océan, le sablier marin utilisé pour mesurer le temps, a été un outil aussi important que la boussole (qui indique la direction de la navigation), pouvant entre les deux estimer la position du navire,. Le sablier, rempli avec du sable (ou encore coquille d'œuf finement pilée ou poudre de marbre noir séchée neuf fois) pour mesurer une demi-heure, le temps qu'une fiole se vide, était appelée « horloge » ou encore « horloge à sablon » ; huit sabliers (quatre heures) définissaient un « quart ». Le nombre de fois ou le sablier était retourné, lié à l'enregistrement dans le journal de bord de la vitesse mesurée avec le « loch à bateau », permettait au navigateur de tracer sa position estimée sur la carte. En multipliant la vitesse du navire par le temps on obtient la distance parcourue, une simple méthode classique appelée navigation à l'estime.
Le sablier marin était un élément essentiel pour la navigation maritime jusqu’au XIXe siècle,. Au début de ce siècle, la navigation par les distances lunaires, est devenue possible, grâce aux tables de haversines de Joseph de Mendoza y Ríos,. Avant cela, la navigation à l'estime sur la base sablier-boussole, avec la détermination de la latitude lors du passage du soleil au méridien du lieu en utilisant le quadrant (voir aussi quartier de Davis, astrolabe, et octant),, demeurait le seul système disponible aux marins pour naviguer dans les océans du monde entier,. C'est pourquoi le sablier marin était si important pour les navigateurs dès 1350 jusqu'à 1805, c'est-à-dire, plus de 450 ans, bien qu'à terre, pour mesurer le temps, on utilisait des horloges mécaniques (à part des cadrans solaires et des horloges d'eau),.
Bien que vital pour la navigation, le sablier n'était pas d'une grande précision comme instrument pour mesurer le passage du temps,. La technologie du verre soufflé, influençait sa précision dans la mesure du temps ; l'uniformité dans la finesse du sable, le diamètre intérieur du tube de raccordement, et les aspects de la conception permettant une usure à laquelle le flux de sable pouvait contribuer,. En outre, il y a de nombreux facteurs sur les navires qui pouvaient affecter la durée de l'écoulement du sable et influencer la période mesurée, y compris le taux d'humidité à l'intérieur du verre, de la possibilité pour elle de n'être pas placée dans une parfaite position verticale, et l'influence de l'accélération ou le ralentissement des mouvements verticaux du navire,. Enfin, l'utilisation de courtes durées  pour mesurer de longues périodes de temps introduit plus d'erreur,. L'utilisation de verre a été substitués par des chronomètres marins fiables et par d'autres progrès dans la navigation maritime,. Les marins pouvaient également retourner le sablier avant la fin de l'écoulement afin de raccourcir leur quart.

## Sablier de garde

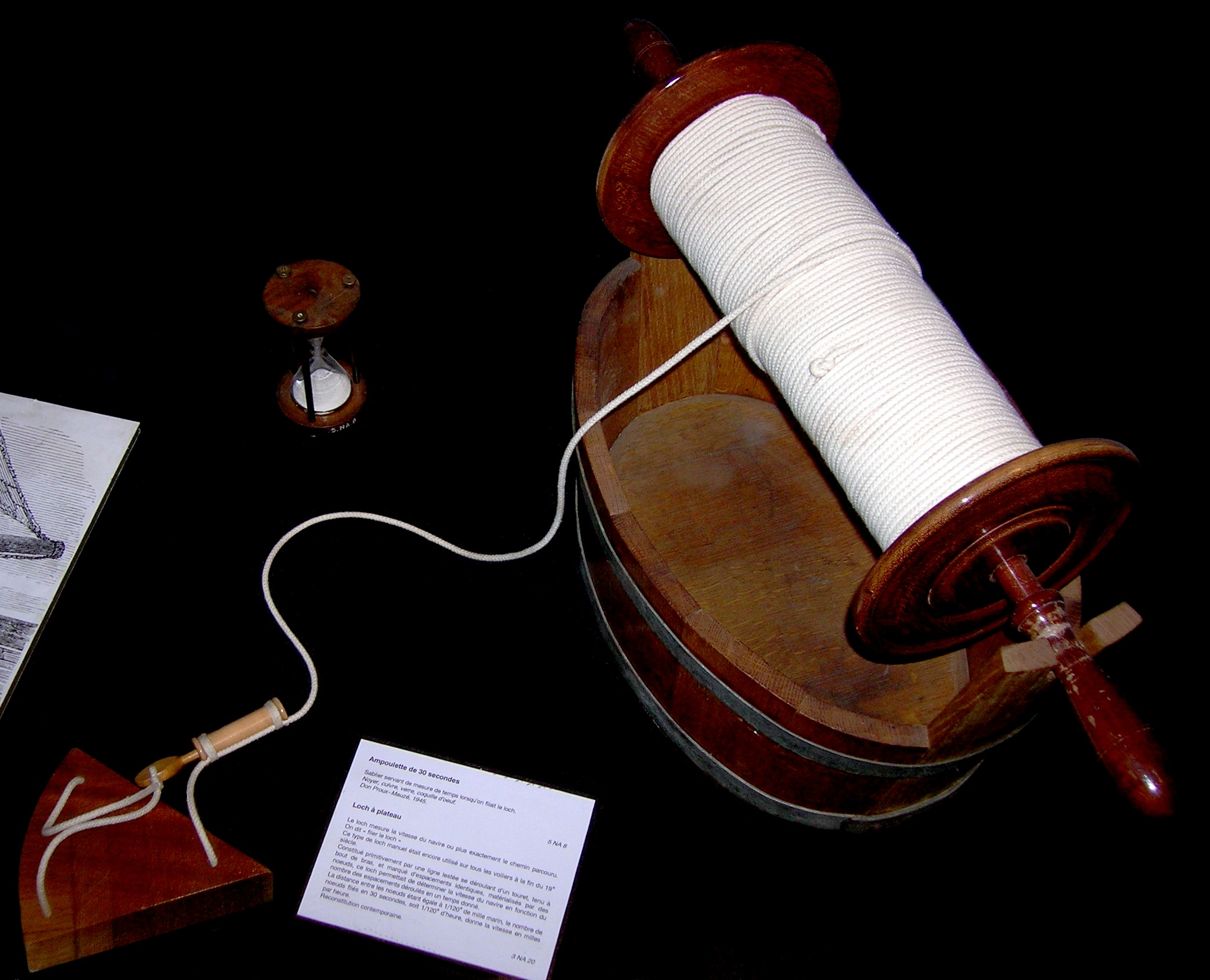
Loch à bateau et sablier associé. Musée de la Marine, Paris.

Les sablier de garde ont été utilisés sur les navires pour mesurer le temps en poste, généralement en périodes d'une demi-heure. Le timonier, ou un mousseont été les membres de l'équipage responsables de retourner le sablier, donnant ainsi le temps à être enregistré sur le journal de bord du navire ; le sablier à le mesurer avec le soleil atteint son point le plus élevé—son zénith à midi, ce qui a, de même, l'essentiel du temps le point de référence pour la navigation. À ce moment, la cloche du navire est frappée huit fois ; après le premier verre vide (une demi-heure), la cloche du navire est frappée une fois, après une autre fiole, deux fois, et ainsi de suite jusqu'à quatre heures après midi, quand elle est de nouveau frappée huit fois,. À ce stade, une nouvelle fiole commençait à se vider, et la séquence recommençait,.
Dans le cas des voyages de Christophe Colomb, il existe des témoins de son équipage et son propre journal de bord en ce qu'il enregistrait le passage du temps à l'aide d'un sablier d'une demi-heure « ampolleta » (verre) qui était tourné chaque fois que la fiole s’était vidée et on gardait une trace des heures « canoniques »,. De même, pendant le voyage de Fernand de Magellan pour faire le tour du globe, 18 sabliers de Barcelone étaient dans l'inventaire du bateau, après l'empereur Charles y aurait signé le document en autorisant le voyage pour aller aux îles du Maluco.

## Sablier de loch
Depuis la fin du XVIe siècle, on a utilisé un petit sablier (de 30 s de durée), avec le loch à bateau, pour mesurer la vitesse (en nœuds) du navire sur l'eau. La procédure était comme suit:,

« Un marin était en charge du loch et un autre du petit sablier de loch. On lançait le loch sur la poupe et on laisser courir la première longueur de ligne jusqu'à ce que le quadrant s'avait stabilisé dans l'eau. Le marin partit pour courir la ligne pour passer librement en laissant une lame à la main et au moment qu'il touchait le premier noeud, il chantait "marque!" A cet moment le sablier était inversé et le temps commencé à courir pendant comptait les nœuds sur la ligne pendant qu'ils passaient jusqu'à ce que le sable il chanté "la marque!" Un second coup quand ils avaient laissé tomber tout le sable, puis il a attrapé la ligne fermement, en mesurant la fraction de noeud écoulée jusqu'à la dernière marque! Et crie P.E : «Cinq noeuds et quatre brasses! »

[pas clair].